# Patois
 Denne artikel bør gennemlæses af en person med fagkendskab for at sikre den faglige korrekthed.

Jamaicansk patois, bare patois eller patwa, er en form for kreolsprog, der hovedsageligt bliver talt på Jamaica, måske bedst kendt fra mange reggaesangere, men det bruges også inden for rap. Patois er primært baseret på engelsk, men indeholder en lang række låneord fra bl.a. fransk og spansk. Patois er fortrinsvist et talt sprog, der har vist stor fleksibilitet inden for udtale og leksis. Skriftsproget er karakteriseret ved en udpræget mangel på retningslinjer sat overfor mere konventionelle kodificerede skriftsprog.
Eks. på Patois: "wa gwann" = "what's going on", "warmp bredda" = "what's happening brother"
"me haffi smoke" = "I have to smoke".